# 1966
- Wikisource

| Calendário gregoriano                                                        | 1966 MCMLXVI                        |
| Ab urbe condita                                                              | 2719                                |
| Calendário arménio                                                           | 1415 – 1416                         |
| Calendário bahá'í                                                            | 122 – 123                           |
| Calendário budista                                                           | 2510                                |
| Calendário chinês                                                            | 4662 – 4663 Início a 21 de janeiro  |
| Calendário copta                                                             | 1682 – 1683                         |
| Calendário etíope                                                            | 1958 – 1959                         |
| Calendários hindus - Vikram Samvat - Calendário nacional indiano - Cáli Iuga | 2021 – 2022 1887 – 1888 5066 – 5067 |
| Calendário Holoceno                                                          | 11966                               |
| Calendário islâmico                                                          | 1386 – 1387                         |
| Calendário judaico                                                           | 5726 – 5727 Início a 15 de setembro |
| Calendário persa                                                             | 1344 – 1345 Início a 21 de março    |
| Calendário rúnico                                                            | 2216                                |
| Calendário solar tailandês                                                   | 2509                                |

1966 (MCMLXVI, na numeração romana) foi um ano comum do século XX que começou num sábado, segundo o calendário gregoriano. A sua letra dominical foi B. A terça-feira de Carnaval ocorreu a 22 de fevereiro e o domingo de Páscoa a 10 de abril. Segundo o horóscopo chinês, foi o ano do Cavalo, começando a 21 de janeiro.

| Evento                                                   | Data            | Hora  |
| -------------------------------------------------------- | --------------- | ----- |
| Aquário                                                  | 20 de janeiro   | 12:20 |
| Peixes                                                   | 19 de fevereiro | 02:38 |
| primavera no hemisfério norte e outono no hemisfério sul |                 |       |
| Carneiro/equinócio                                       | 21 de março     | 01:53 |
| Touro                                                    | 20 de abril     | 13:12 |
| Gémeos                                                   | 21 de maio      | 12:33 |
| verão no hemisfério norte e inverno no hemisfério Sul    |                 |       |
| Caranguejo/solstício                                     | 21 de junho     | 20:34 |
| Leão                                                     | 23 de julho     | 07:24 |
| Virgem                                                   | 23 de agosto    | 14:18 |
| Outono no Hemisfério Norte e Primavera no Hemisfério Sul |                 |       |
| Balança/equinócio                                        | 23 de setembro  | 11:44 |
| Escorpião                                                | 23 de outubro   | 20:51 |
| Sagitário                                                | 22 de novembro  | 18:15 |
| inverno no hemisfério norte e verão no hemisfério sul    |                 |       |
| Capricórnio/solstício                                    | 22 de dezembro  | 07:29 |

| UTC: Portugal Continental, Madeira, Guiné-Bissau e São Tomé e Príncipe Subtrair (-): 1 h nos Açores e Cabo Verde 2 h nas Ilhas oceânicas brasileiras 3 h em Brasília, em Goiás, na Amazônia Oriental Brasileira e no nordeste, sudeste e sul brasileiros 4 h na Amazônia Ocidental Brasileira, Mato Grosso e Mato Grosso do Sul 5 h no Acre e sudoeste do Amazonas Adicionar (+): 1 h em Angola e Guiné Equatorial 2 h em Moçambique 8 h em Macau 9 h em Timor-Leste. |
| Adicionar uma hora durante a vigência do horário de verão: Portugal Continental : De 3 de abril a 31 de dezembro de 1966 |

| Ano completo                   |
| ------------------------------ |
| Ano comum com início ao sábado |

## Eventos
- Ano Internacional do Arroz.
- 26 de abril — Sismo de Tasquente destrói grande parte da capital do Usbequistão, provocando a morte de centenas de pessoas e 300 000 desalojados.
- 26 de maio — Independência da Guiana Britânica, passando esta a ser a Guiana.
- 11 de julho - Realização da VIII Copa do Mundo de Futebol, na Inglaterra.
- 30 de julho - A Inglaterra vence a Alemanha Ocidental pro 4 a 2 (2 a 2 no tempo normal e 2 a 0 na prorrogação) e torna-se Campeã do Mundo pela primeira vez. O capitão Bobby Moore subiu as escadas da tribuna real para receber a Taça Jules Rimet da Rainha Elizabeth II.[1]
- 5 de agosto — Lançamento do álbum revolucionário Revolver, da banda The Beatles.
- 1 de setembro — 98 turistas britânicos morrem no voo Britannia Airways 105 em Liubliana, Iugoslávia.
- 30 de setembro — Independência do Botswana.
- 3 de outubro — O candidato da Arena, Costa e Silva, foi eleito presidente pelo Congresso Nacional do Brasil.
- 4 de outubro — Independência do Lesoto.
- 5 de outubro — Inauguração da UNICAMP, Brasil.
- Término das obras da Igreja de Santa Engrácia, em Lisboa, cuja construção tinha sido iniciada em 1568.
- 1 de dezembro — Kurt Georg Kiesinger substitui Ludwig Erhard como Chanceler da Alemanha.
- 7 de dezembro — Ditadura militar no Brasil - Atos Institucionais: o Governo Federal edita o AI-4, convocando o Congresso Nacional para discutir e votar a nova Constituição.

## Nascimentos
- 5 de fevereiro - Vivian Wu, atriz americana.
- 27 de julho - Leon Dai, ator e cineasta taiwanês.

## Mortes
- 1 de janeiro — Vincent Auriol, presidente da França de 1947 a 1954 (n. 1884)
- 1 de fevereiro - Buster Keaton, actor estadunidense (n. 1895)
- 26 de fevereiro — Emiliano Chamorro Vargas, presidente da Nicarágua de 1917 a 1921 e em 1926 (n. 1871).
- 12 de março — Néstor Guillén Olmos, presidente da Bolívia em 1946 (n. 1890).
- 13 de abril — Abdul Salam Arif, presidente do Iraque de 1963 a 1966 (n. 1921).
- 15 de maio — Venceslau Brás, presidente do Brasil de 1914 a 1918 (n. 1868)[2]
- 15 de maio — Maximiliano Hernández Martínez, militar e presidente de El Salvador de 1931 a 1934 e de 1935 a 1944 (n. 1882)
- 15 de dezembro — Walt Disney, produtor cinematográfico, cineasta, diretor, roteirista, dublador, animador, empreendedor, filantropo e co-fundador da The Walt Disney Company (n. 1901).
- 12 de março — Néstor Guillén Olmos, presidente da Bolívia em 1946 (n. 1890).

## Prémio Nobel
- Física — Alfred Kastler[3]
- Química — Robert S. Mulliken[4]
- Medicina — Peyton Rous[5], Charles B. Huggins[5]
- Literatura — Nelly Sachs,[6] Shmuel Yosef Agnon[6]
- Paz — Não houve prémio

## Epacta e idade da Lua
| Epacta gregoriana | 11 (XI) |
| Idade da Lua      | Letra m |

## Por tema
- 1966 na arte
- 1966 no Brasil
- 1966 na ciência
- 1966 no cinema
- Desastres em 1966
- 1966 no desporto
- 1966 no jornalismo
- 1966 na literatura
- 1966 na música
- 1966 na política
- 1966 na rádio
- 1966 no teatro
- 1966 na televisão